# Rifugio Antermoia
Il rifugio Antermoia, gestito dalla Società Alpinisti Tridentini, è uno dei numerosi rifugi alpini presenti nel gruppo del Catinaccio, nel bacino idrografico della Val di Fassa. Si trova nel Vallone d'Antermoia, a poche centinaia di metri dall'omonimo lago, posto tappa dell'itinerario giallo della Via Alpina.

## Storia

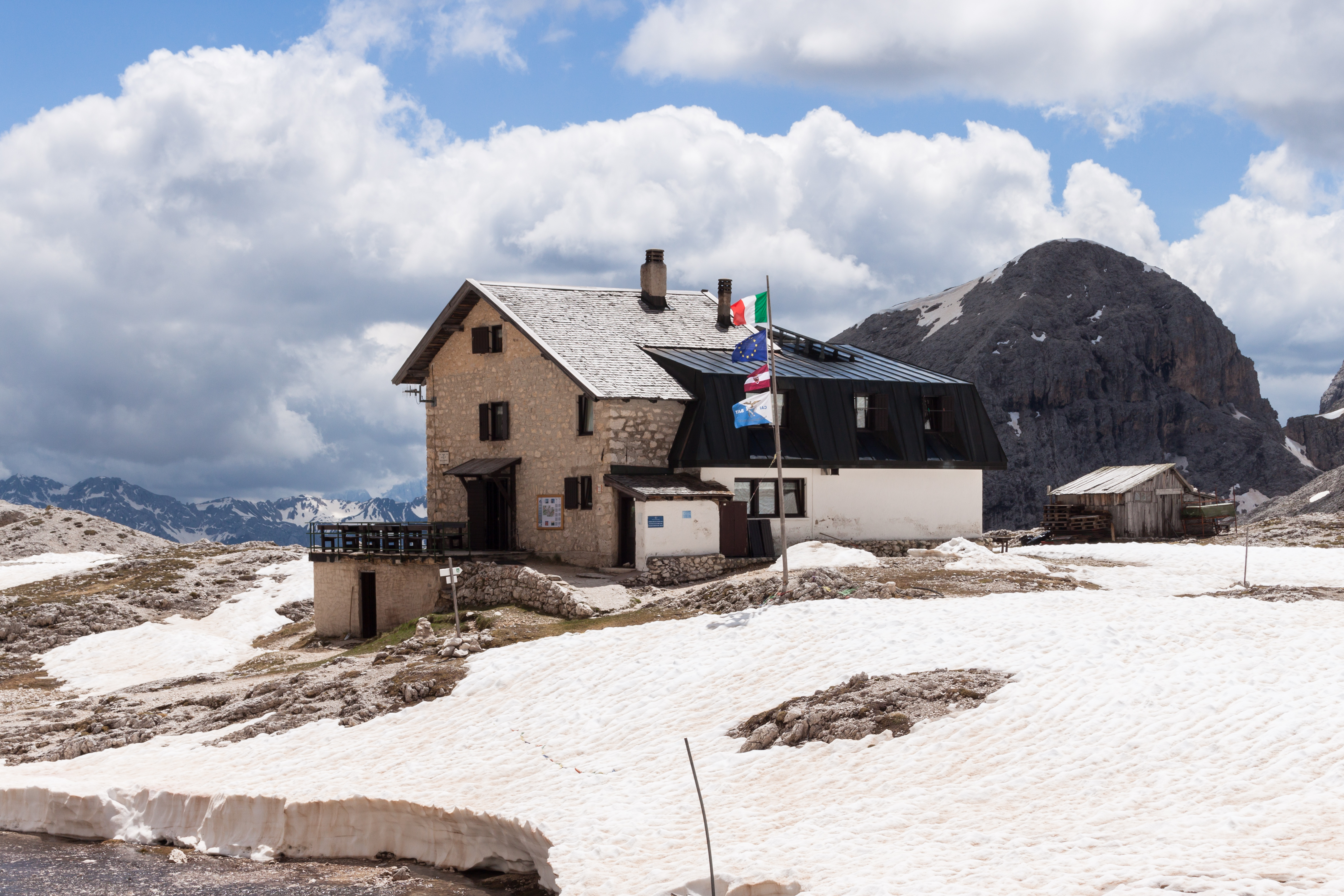
Il rifugio visto da ovest

L'antico edificio che ospita il rifugio risale al 1911. Un successivo restauro è avvenuto negli anni ottanta, in occasione dell'apertura dell'itinerario giallo della Via Alpina, quando il rifugio venne completamente ristrutturato. Negli ultimi anni sono stati realizzati dei pannelli fotovoltaici per contribuire al fabbisogno energetico dell'edificio.

## Accessi

### Accessi da località
- Da Mazzin, per i sentieri 530 e 580, risalendo il bacino della Val de Udai; 6 km, 2,5 ore.
- Da Fontanazzo, per i sentieri 577 e 580, risalendo il bacino della Val de Dona; 8 km, 3 ore.
- Da Compaccio (Alpe di Siusi), per i sentieri 7, 532, 555, 578, 580; 14 km, 5,5 ore.

### Accessi da rifugi
- Dal rifugio Alpe di Tires, per i sentieri 554 e 584, passando per la Conca del Principe; 6 km, 3 ore.
- Dal rifugio Passo Principe, per il sentiero 584; 3,5 km, 1,5 ore.
- Dal rifugio Vajolet, per il sentiero 584; 6,5 km, 2,5 ore.
- Dal rifugio Gardeccia, per il sentiero 583 (Sentiero attrezzato delle Scalette), passando per il passo delle Scalette; 7 km, 4 ore.
- Dal rifugio Dona, per il sentiero 577 (a 2100 m.).

## Ascensioni
- A cima Scalieret, per il sentiero 584 e traccia segnata; 3,5 km, 2 ore.[1]
- Al catinaccio d'Antermoia, per il sentiero 585 (Ferrata del Catinaccio d'Antermoia); 3 km, 2 ore.

## Traversate
- Al rifugio Alpe di Tires per la ferrata Laurenzi; 4,5 km, 3 ore.